# Amr Diab
Amr Abd-Albaset Abd-Alaziz Diab  (em árabe, عمرو عبد الباسط عبد العزيز دياب‎) (Porto Said, 11 de outubro de 1961), mais conhecido como Amr Diab, é um cantor, compositor e escritor egípcio de música jeel e ator de cinema.
Possui bacharelado em Musica Árabe pela Academia de Artes do Cairo onde se graduou em 1986. Duas  de suas músicas, El Alem Alah e "Nour El Ain"(1996) foram reproduzidas na novela brasileira O Clone se tornando grandes sucessos em sua carreira.

## Álbuns
1. El Leila Di 2007
  1. Aletly Oul
  2. Dehket
  3. El Leila Di
  4. Enta El Ghaly
  5. Hekayat
  6. Khaleek Maaya
  7. Ne'oul Eih(e)(t)
  8. Rohy Mertahalak
  9. Tool Mana Shayfak
  10. We Fehemt Enek
2. Kammel Kalamak 2005
  1. Agheeb
  2. Aiam We Ben3eshha
  3. Allah La Yehremny Mennak
  4. Aywa Ana Aref
  5. Betkhaby Leh
  6. Kammel Kalamak
  7. Maak Begad
  8. Oddam Eyounak
  9. We Hikaytek Eih
  10. We Maloh
3. Lely Nhary 2004
  1. Dayman Fe Baly
  2. Ella Heya
  3. Khad Albi Maah
  4. Khaleena Nshofak
  5. Lely Nhary
  6. Ousad Eny
  7. Rehit El Habaib
  8. Tensa Wahda
  9. Wahashteeny
  10. Yedo2 El Bab
4. Allem Albi 2003
  1. Allem Alby
  2. Allemny Hawak
  3. Ally El Wadaa
  4. Ana Ayesh
  5. Enta Ma Oltesh Leh
  6. Habibi Ya Omry
  7. Hanneit
  8. Khalleeny Ganbak
  9. Khalleeny Ganbak (Instrumental)
  10. Kollohom
  11. Law Ash2any
  12. Te2dar Tetkallem
  13. Ya Kinzy
5. Aktar Wahed 2001
  1. Adeni Regetelek
  2. Ahebek
  3. Aktar Wahed(e)(t)
  4. Baed El Layaly
  5. Kan Tayeb
  6. Olt Eah
  7. Sadakny Khalas(e)(t)
  8. Wala Ala Baloh
  9. Wala Lelah
  10. Ya Habibi La
6. Tamalli Maak 2000
  1. A3mel Eih
  2. Albi Ekhtarak
  3. Ba3teref
  4. El Alem Allah
  5. Keda Eni Enak
  6. Law Kan Yrdik
  7. Sa3ban Alaya(e)(t)
  8. Sneen
  9. Tamalli Maak
  10. We Heya Amla Eih
7. Amarain 1999
  1. Amarain
  2. Albi (FT Cheb Khaled)
  3. Ana
  4. Bahibak Aktar (FT Angela Dimitriou)
  5. Betuhashney
  6. Eleos (FT Angela Dimitriou)(e)(t)
  7. Hikayatey
  8. Khalek Fakirney
  9. We Lessa Betheboh
8. Awedony 1998
  1. Awedony
  2. El Malak El Baree2
  3. Enta Yally
  4. Kol El Kalam
  5. Laialy El Omr
  6. Melk Edeik
  7. We Ghalawtek(e)(t)
  8. Ya Habiba
9. Nour El Ain 1996
  1. Yoo Menhom
  2. Ew3idni
  3. Laila Men Omri
  4. Men Awal Marra(Mehtajelha)
  5. Moush Hadaaf
  6. Nafs El Makan
  7. Nour El Ain
  8. Ayzeen Yeghayyarook
10. Rag3een 1995
  1. Balash Tekalmha
  2. Ensa Alby
  3. Hansak
  4. Hawelt
  5. Ma Yethekeesh Alieha
  6. Rag3een
  7. Rege3t Men El Safar(e)(t)
  8. Sada2tny
11. Weylomony 1994
  1. Ahlef Belayaly
  2. El Eyoun
  3. Enwani
  4. Hawalek
  5. Malhash Hal
  6. Matfakarnish
  7. Wala El Layaly
  8. Weylomony
12. Zekrayat 1994
  1. Africa
  2. El Hob Ebtada
  3. Frican
  4. Kouloub
  5. Mayal
  6. Mayal 2
  7. Ya Omrena
  8. Zekrayat
13. Ya Omrena 1993
  1. Andak Ha2
  2. Andak Ha2(Gharbi)
  3. Bahlam
  4. Khalas Samehtak
  5. Kona Habaib
  6. Martahnash
  7. Mashy
  8. Ouyoun Habibi
  9. Ya Omrena
14. Ayamna 1992
  1. Arefty Meen Habeek
  2. Ayamna
  3. El Mady
  4. Galak Alb
  5. Hawak Hayarny
  6. Lama Kan
  7. Rohy Ana
  8. Tabaa El Hayah
15. Ice Cream Fe Glim 1992
  1. Ana Hor
  2. Dana Dana
  3. Dance Ice Cream
  4. Hatmarad Al Wad3 El Haly
  5. Ice Cream Fe Glim
  6. Ice Cream Fe Glim 2
  7. Raseef Nemra Khamsa
  8. We Ehna Maak
16. Habeeby 1991
  1. A Bas Ely Ramak
  2. Ana Asheq
  3. Ekhtartek
  4. Ela Maak
  5. Habeeby
  6. Mestaghrab Leih
  7. Nawy Teaateb Aateb
  8. We Ramany El Shoq
17. Matkhafish 1990
  1. Agmal Ma Fiky
  2. Allah Yekhaliky
  3. Habitha
  4. Mashghol
  5. Matkhafish
  6. Rah A'olak Eh
  7. Wenedam(e)(t)
  8. Zai El Zaman
18. Shawa'na 1989
  1. Amar
  2. Enti Elli Arfa
  3. Hebbina
  4. Keda Keda
  5. Leh
  6. Leila
  7. Shawa'na Aktar
  8. We Eh Yaani
19. Mayal 1988
  1. Awel Ma A'ol
  2. Ezayak
  3. Kalemeny
  4. Leila
  5. Mayal
  6. Meen Ghaerek
  7. Ne3asha2 El Amar
  8. Tobba
20. Ya Helwa 1988
  1. Anty W Ana
  2. Emta
  3. Gana Ala Nar
  4. Habeebty
  5. Masheen
  6. Ya Habeebty Wadaa(e)(t)
  7. Ya Helwa
  8. Zekrayat
21. Khalseen 1987
  1. 3einy Menek
  2. Afrah
  3. El Sekka Mesh Tawila
  4. Heya 3enwany
  5. Kalam El 3ain
  6. Khalsin
  7. Law 2al
  8. Omal Eih
  9. Ya Tair Ya Metgharab
  10. Zaytony
22. Asef 1986
  1. Aamalt Eih
  2. Ady El Mashwer
  3. Asef
  4. Daret Olobna
  5. Enti Ensitiny
  6. Kenna Habayeb
  7. Maaqoul
  8. Mabyneteheesh El Helm
  9. Mashiyn
  10. Ou Ekhdina Maaki Ya Dunia
  11. Tihoun Aleik
  12. Ya Alby Malak
  13. Ya Bahr
  14. Ya Mertahin
  15. Ya Shared
23. Hala Hala 1986
  1. 100 100
  2. El Maktob Al Geben
  3. Hala Hala
  4. Maloh
  5. Medy Edeek
  6. Ody Ya Layaly Tany
  7. Ola
  8. Rahel
  9. Yasaab Alya
24. Ghany Men Albak 1984
  1. Aesh Hal El Shagarh
  2. Asafeer El Hob
  3. Ashof Ainayky
  4. Batghany Le Meen
  5. Ghany Men Albak
  6. Masreyah
  7. Ya Khaly
  8. Ya Layla
  9. Ya Samra
25. Ya Tareeq 1983
  1. Ahla Donia
  2. Baheb EL Hayah
  3. El Madina
  4. El Zaman
  5. Fe Ahdan El Gebal
  6. Nawar Ya Leil
  7. Waqet We Eshnah
  8. Ya Tareeq
26. Bahebak ?
  1. El Madi(Remix)
  2. Habeby(Remix)
  3. Lela(Remix)
  4. Matkhafeesh(Remix)
  5. Mlhash Hall(Remix)
  6. Nendam(Remix)
  7. Ragaeen(Remix)
  8. We Youlomony(Remix)
27. Minen Agib Nas ?
  1. Ady El Ayam
  2. Allah 3ala El Donia
  3. El Maktob 3al Gebin
  4. Fatet Senin
  5. Garait Ya Ebn Adam
  6. Mateftekrish
  7. Wemenain Agib Nas